# Vladimír Janočko
Vladimír Janočko (ur. 2 grudnia 1976 w Koszycach) – słowacki piłkarz grający na pozycji pomocnika. Rozegrał 105 spotkań w słowackiej ekstraklasie, zdobył tam 15 bramek. W reprezentacji Słowacji zadebiutował już w 1994 roku i występował w niej do 2006 roku, rozgrywając 56 meczów i strzelając 3 gole. W 2002 roku został uznany najlepszym graczem ligi austriackiej. Natomiast rok później wybrano go najlepszym piłkarzem na Słowacji. Sportową karierę zakończył w 2014 roku.